# Semaeopus orbifera
Semaeopus orbifera är en fjärilsart som beskrevs av Louis Beethoven Prout 1920. Semaeopus orbifera ingår i släktet Semaeopus och familjen mätare. Inga underarter finns listade i Catalogue of Life.